# رقيقات الثمار
رقيقات الثمار (الاسم العلمي: Leptospermoideae) هي أسرة من النباتات تتبع الفصيلة الآسية من رتبة الآسيات.

## أجناس رقيقات الثمار
- الملالوكا
- الداروينية
- المتروسدرس
- رقيقة الثمار